# Parafia św. Mikołaja w Siedlcu
Parafia św. Mikołaja w Siedlcu – parafia rzymskokatolicka, znajdująca się w archidiecezji poznańskiej, w dekanacie kostrzyńskim.